# Міністерство культури Російської Федерації
Міністерство культури Російської Федерації (Мінкультури Росії) — федеральний орган виконавчої влади, який здійснює функції з вироблення державної політики та нормативно-правового регулювання в сфері культури, мистецтва, кінематографії і архівної справи.
Міністерство утворено 12 травня 2008 на базі Міністерства культури і масових комунікацій Російської Федерації. Відомство з такою ж назвою і подібними повноваженнями існувало також в 1953–1992 і в 1992–2004 рр. У березні — вересні 1992 року існувало як Міністерство культури і туризму Російської Федерації.

## Підвідомчі органи виконавчої влади
- «Федеральне архівне агентство Російської Федерації»;
- «Федеральне агентство з туризму Російської Федерації»;
- «Федеральне агентство з культури та кінематографії».

## Бюджет
Станом на 2014 рік бюджетні видатки для міністерства культури Росії склали 95,6 млрд руб., що склало близько 0,64% від федерального бюджету (14 831 575 911 руб.).

## Міжнародна діяльність
Міністерство культури ставить собі за мету «нарощування російської культурної присутності за кордоном за рахунок реалізації масштабних довгострокових проектів, що дозволяють акцентувати провідну роль Росії у світовому культурному просторі». Серед пріоритетних цілей — «сприяння зміцненню позицій російської мови за кордоном», а також зміцнення «єдиного культурного, духовного і мовного простору слов'янського світу».

## Міністри культури РФ
- Авдєєв Олександр Олексійович (12 травня 2008 — 21 травня 2012)
- Мединський Володимир Ростиславович (21 травня 2012 — 15 січня 2020)
- Любимова Ольга Борисівна (з 21 січня 2020 — н.в.)